# みずほ銀行内幸町本部ビル
みずほ銀行内幸町本部ビル（みずほぎんこううちさいわいちょうほんぶビル）、旧称第一勧業銀行本店ビル（だいいちかんぎょうぎんこうほんてんビル）は、東京都千代田区内幸町一丁目1番5号にかつて所在していた超高層ビル。第23回BCS賞受賞。
2021年（令和3年）10月、「内幸町一丁目街区開発プロジェクト（TOKYO CROSS PARK構想）」が計画されているため、みずほ銀行東京営業部は、大手町タワーにある東京中央支店内に移転してビルは閉館し、2022年（令和4年）9月から解体工事が着手されている。

## 概要
元々はみずほ銀行の前身行の一つである第一勧業銀行の本店ビルとして建設されたもので、日比谷通りと国会通りが交差する北東角に位置していた。2000年のみずほフィナンシャルグループ発足後は、旧行のリテール部門を引き継いだみずほ銀行本店として使用され、のちには東京営業部等が置かれた。
地上32階・地下4階、高さ140メートルの高層ビルで、隣接する日比谷公園を取り囲むビル群の中では最も大きく、また日本の銀行が単独で入居するビルとしても横浜銀行本店ビルに次ぐ規模だった。高さでは他の超高層ビルに見劣りするものの、延床面積は135,000平方メートルと広く、世界的な銀行の本部としてはシティグループ・センター（ニューヨーク）やHSBCタワー（ロンドン）のそれを凌いでいる。

## 前史

### 初代勧銀本店

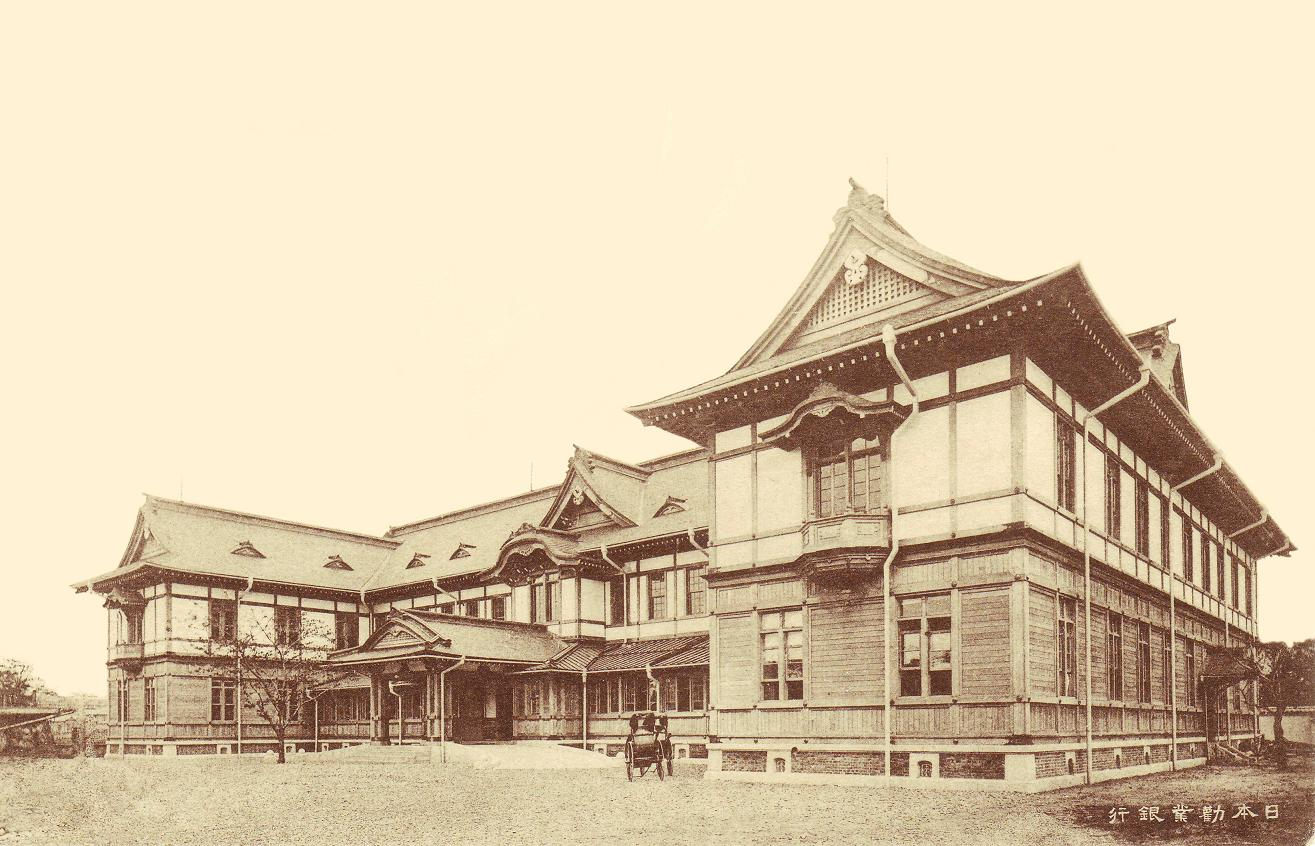
日本勧業銀行本店（初代）

初代の日本勧業銀行（勧銀）本店は木構造2階、瓦葺で、1899年（明治32年）に建設された。当時の住所表記は「東京府東京市麹町区内幸町」。日本橋の設計で知られる妻木頼黄が設計を担当し、東京帝国大学大学院生で後に関西建築界の父と呼ばれる武田五一が監督にあたった。施工は大倉土木（現：大成建設）。
日清戦争後間もなく国家意識が高揚する中で、日本古来の建築手法である金属板の平葺きを採用し、外見は和風の建造物となった。業容の拡大に伴って1926年（大正15年）に立て替えを行い、旧本店は京成電気軌道（現：京成電鉄）に売却され、「谷津遊園楽天府」として阪東妻三郎プロダクションが使用した。その後千葉市に移管され、千葉市役所庁舎を経て現在は千葉トヨペット本社となっている。1997年（平成9年）に国の登録有形文化財に登録された。

### 2代目勧銀本店
| 外観 |  | 内装 |
| 外観 |  | 内装 |

2代目の勧銀本店は地上5階の鉄骨鉄筋コンクリート構造、清水組（現：清水建設）の施工で1929年（昭和4年）に竣工した。設計を手がけた渡辺節は、本店以前にも高松市・福岡市・秋田市などの勧銀支店を設計している。いずれもルネサンス建築様式を基調として、装飾帯、出入口の飾りアーチなどに共通の特質をもつ。
目の前にある日比谷公会堂も29年竣工である。勧銀本店の製図主任は村野藤吾で、一方の日比谷公会堂の設計は佐藤功一だが、両者は早稲田大学時代に師弟関係にあった。ルネサンス様式の勧銀本店に対して、日比谷公会堂はゴシック建築であり、両建築物が通りを挟んで因縁めいた対比をなしていた。

### 第一勧銀内幸町営業部
1971年（昭和46年）に勧銀は、第一銀行と合併し第一勧業銀行となった。当初の本店は旧第一銀行本店（現：みずほ銀行丸之内支店）に置かれ、旧勧銀本店は「内幸町営業部」となった。

## 第一勧業銀行本店ビル
1981年（昭和56年）、内幸町の旧勧銀本店跡と周辺の土地を買い増して本店ビルを新築移転した。設計は芦原義信率いる芦原建築設計研究所が行い、清水建設を中心とする共同企業体が施工した。共同企業体の他のメンバーには鹿島、安藤建設、佐藤工業、日産建設、間組が名を連ねた。設計から竣工まで約8年間を費やし、工事は2期に分けた。日比谷公園を挟んで立地する富国生命ビルも清水建設が施工を手掛けている。
1997年（平成9年）、第一勧銀・野村證券が関与した小池隆一事件が明るみとなり、5月20日、東京地検特捜部が容疑裏付けのため第一勧銀本店に家宅捜索に入るという不祥事の舞台となった。
特徴
都市景観を重視した芦原らしく、設計にはその配慮が見受けられる。新たに発足した総合設計制度の活用により、建物全体を日比谷電電ビル（現：NTT日比谷ビル）側に寄せ、そのために生み出されたオープンスペースを市民のための公開空地とした。そこは一段と低くなっており、170メートルに及ぶツバキとマテバシイの並木道、滝が流れや小広場があり、サンクンモールとして街区の活性化を図った。四方の隅は花崗岩で縁取られ、夜には照明が点灯する。内部の応接室から見ると南日に映えた落ち着いた風情を漂わせている。
地上140メートルの巨大構造物でありながら、威圧的な印象を与えないよう、低層部分が末広がりの安定した形状になっている。これは1階営業室（ロビー）の大屋根をなしており、アルミルーバーによって内部には柔らかな間接光が差し込む。営業室中央にはイタリア彫刻の巨匠、ジャコモ・マンズーの少女像が据えられていた。
一般事務室の入る「高層棟」は、地下4階に主機械室、地下2、3階を駐車場、地上1階以上を執務部門とし、日比谷通り側に本店営業部が入る「営業部棟」、反対側に「講堂」を配した。
第一勧銀はハートをロゴマークに採用し、「ハートの銀行」をキャッチコピーとしていたが、これに合わせて営業室の天井にはハートを象った装飾が施され、1階エントランス前の時計台の上部にもハートがデザインされていた。第一勧銀独自の業務に宝くじの受託があり、新本店の建設に合わせて、「東京宝くじドリーム館」も敷地内に設置されたが、2004年（平成16年）、京橋に移転した。

### みずほ銀行本店
2000年（平成12年）、第一勧銀は富士銀行、日本興業銀行とともにみずほフィナンシャルグループを旗揚げ。02年には各行のリテール部門を引き継いだみずほ銀行が発足し、第一勧銀本店は「みずほ銀行本店」となった。
第一勧銀本店をみずほ銀行本店とした理由は、富士銀本店（後のみずほ銀行大手町本部ビル）が1966年（昭和41年）竣工と古く、地上16階建てと第一勧銀本店より延床面積も狭いため、新銀行の大量の人員が利用するオフィスとしては、十全ではなく、また旧興銀本店ビル（みずほ銀行前本店ビル）も、74年の竣工とやはり建築時期が古く、本店ビルとしては使用しない予定だった。しかし、当初の予定を変更してみずほコーポレート銀行本店として使用することになった。
前述の「ハート」の各装飾は、みずほ銀行発足後も第一勧銀の名残として残されていた。
2004年、リストラの象徴と2006年3月期から導入される固定資産の減損会計に備えることも狙い、本店ビルに信託を設定。第一生命が出資する特定目的会社に、1,050億円で売却した。このため所有権は移転しているものの、定期借家契約を結んでおり、引き続き全敷地・フロアをみずほ銀行が使用した。

### みずほ銀行内幸町本部ビル
2013年（平成25年）7月1日、みずほコーポレート銀行がみずほ銀行を吸収合併し、行名をみずほ銀行に変更した。本店は旧コーポレート銀行本店（みずほ銀行前本店ビル）に置かれた。これに先立ち、前年10月21日付で、本店の口座店並びに窓口名称が「東京営業部」と改称され、ビルの呼称も「みずほ銀行内幸町本部ビル」に改められた。
再開発
三井不動産など10社が「内幸町一丁目街区開発プロジェクト」に着手するため、3地区のうち南地区内にある、みずほ銀行内幸町本部ビルは閉館することになった。それに伴ない2021年10月、東京営業部は大手町タワーにある東京中央支店内に移転した。解体工事は、2022年（令和4年）9月から24年3月末までの計画で清水建設が施工する。

## 写真

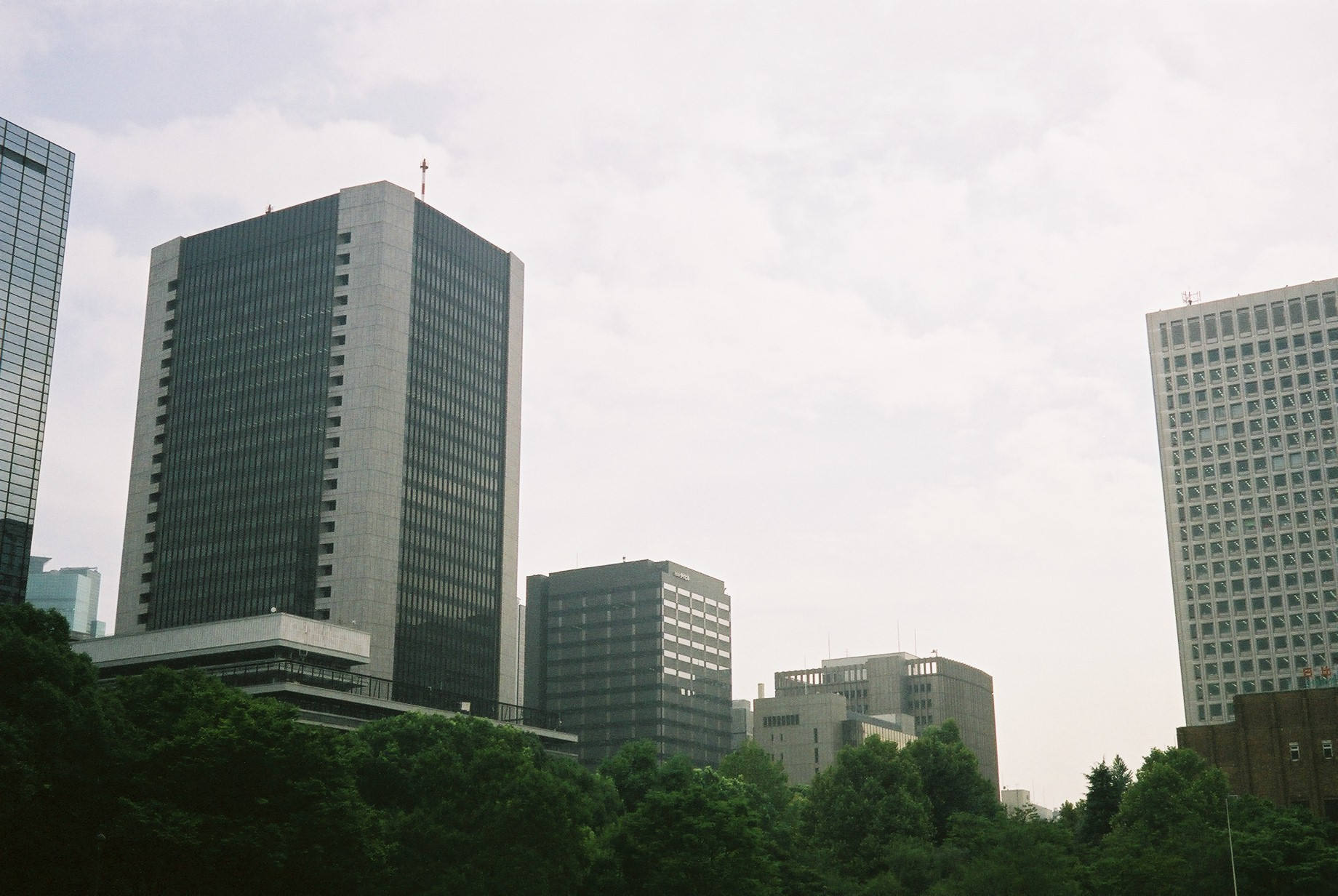
日比谷公園からの眺め。左端はヤマト生命ビル、右端は富国生命ビル
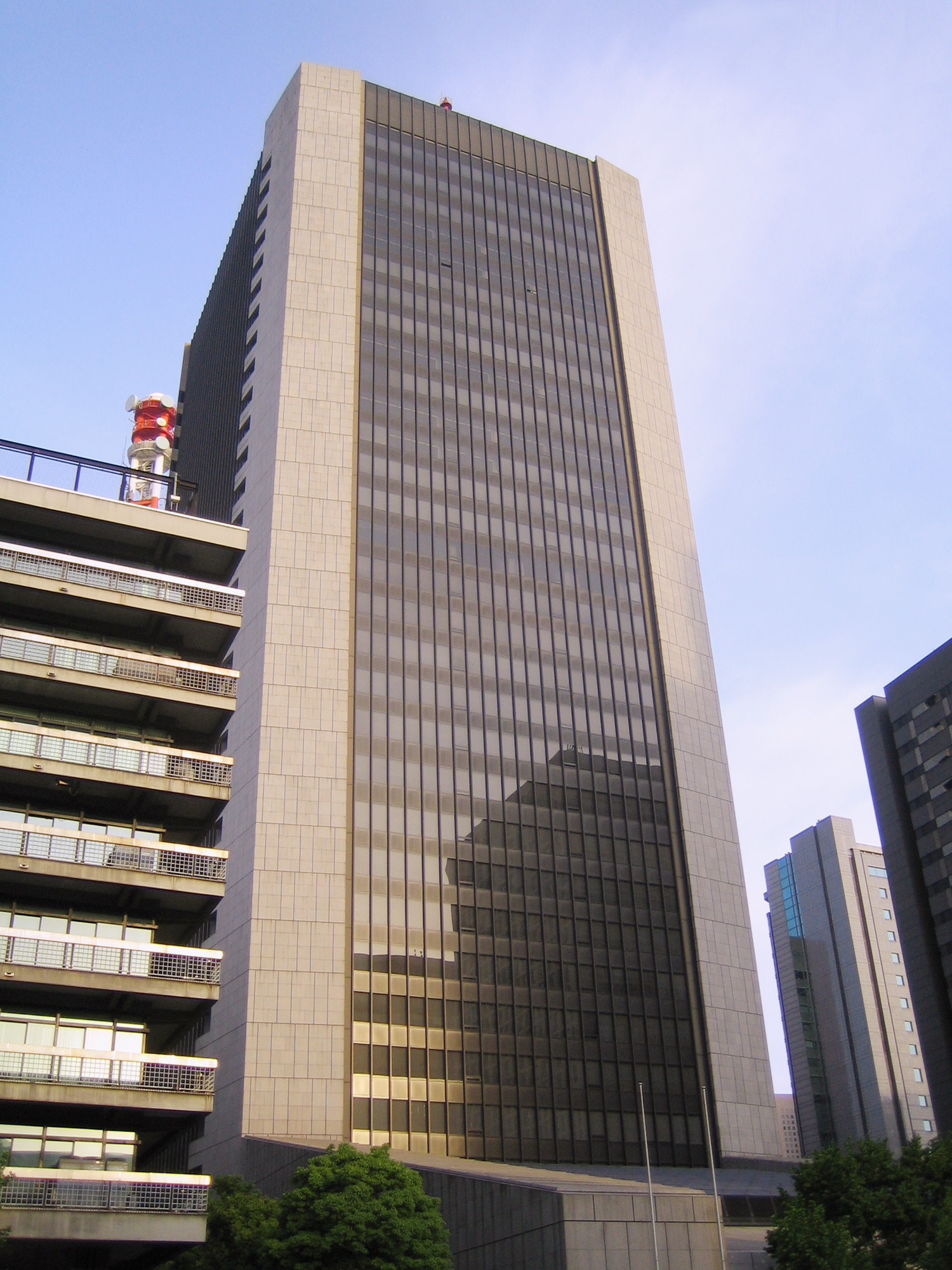
日比谷通りから
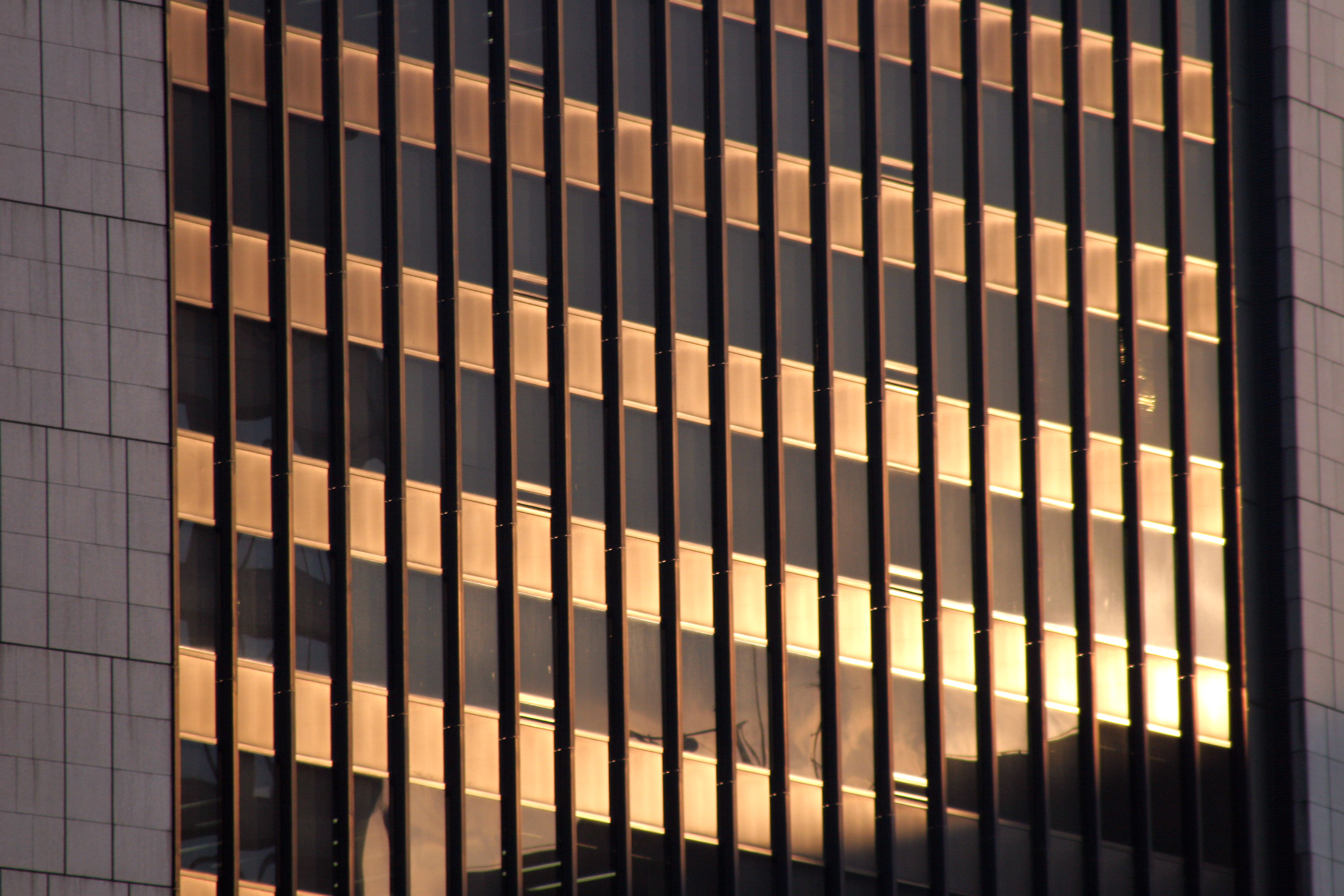
夕日に映える壁面
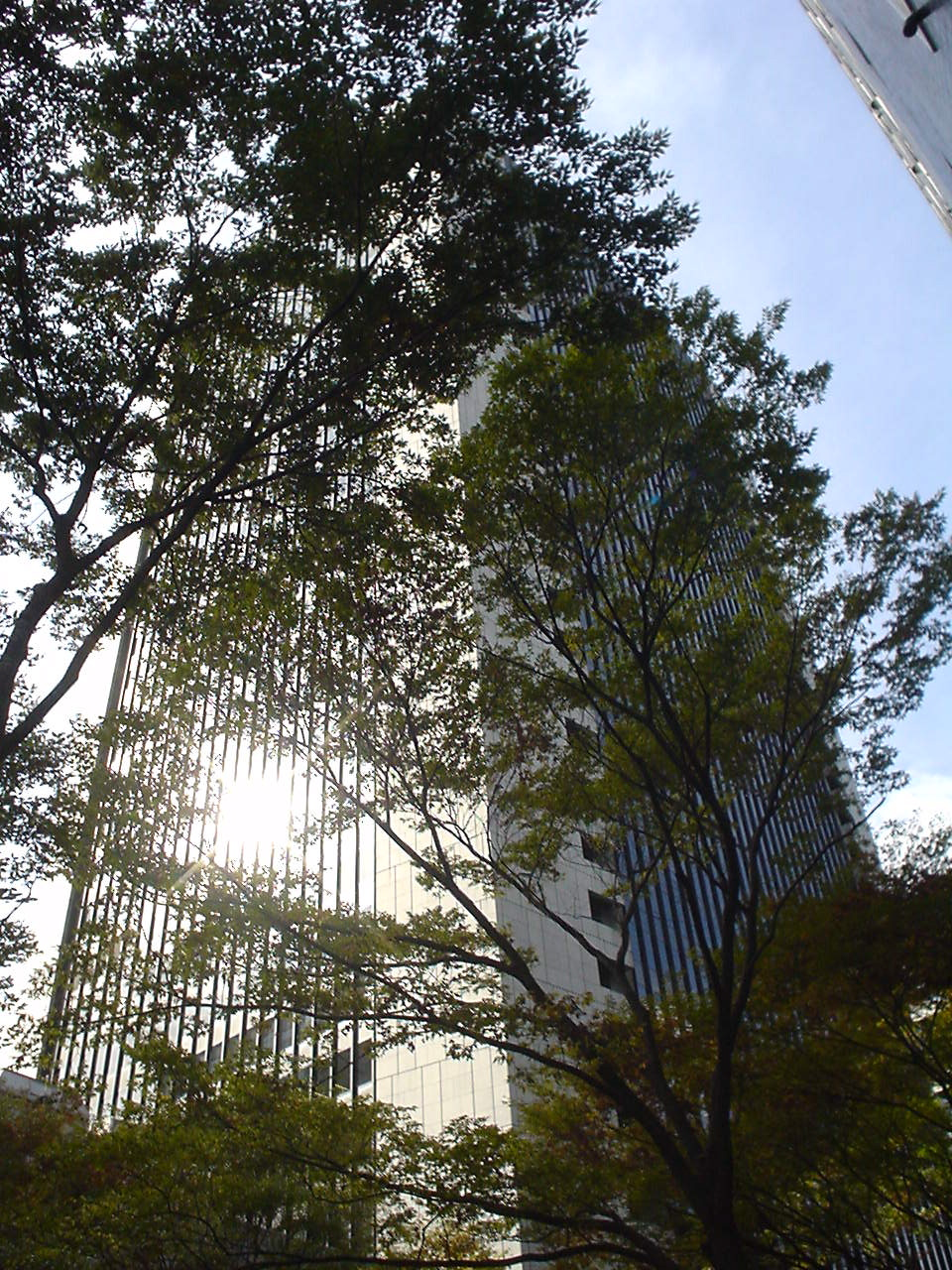
並木越しに見上げた様子
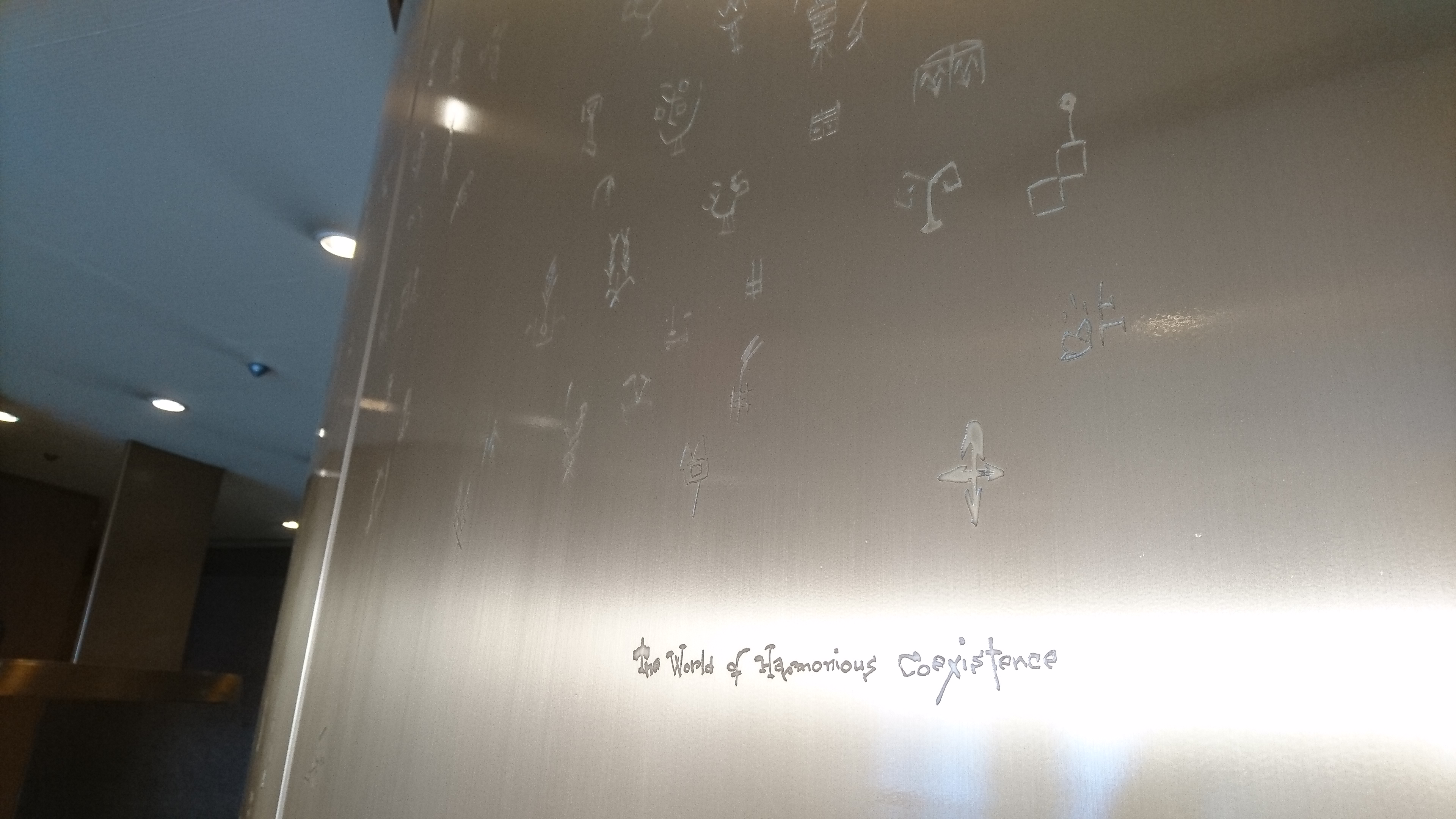
"The world of harmonious coexistence"、すなわち第一銀行と日本勧業銀行の融和を願い、エレベーターに施された壁画。
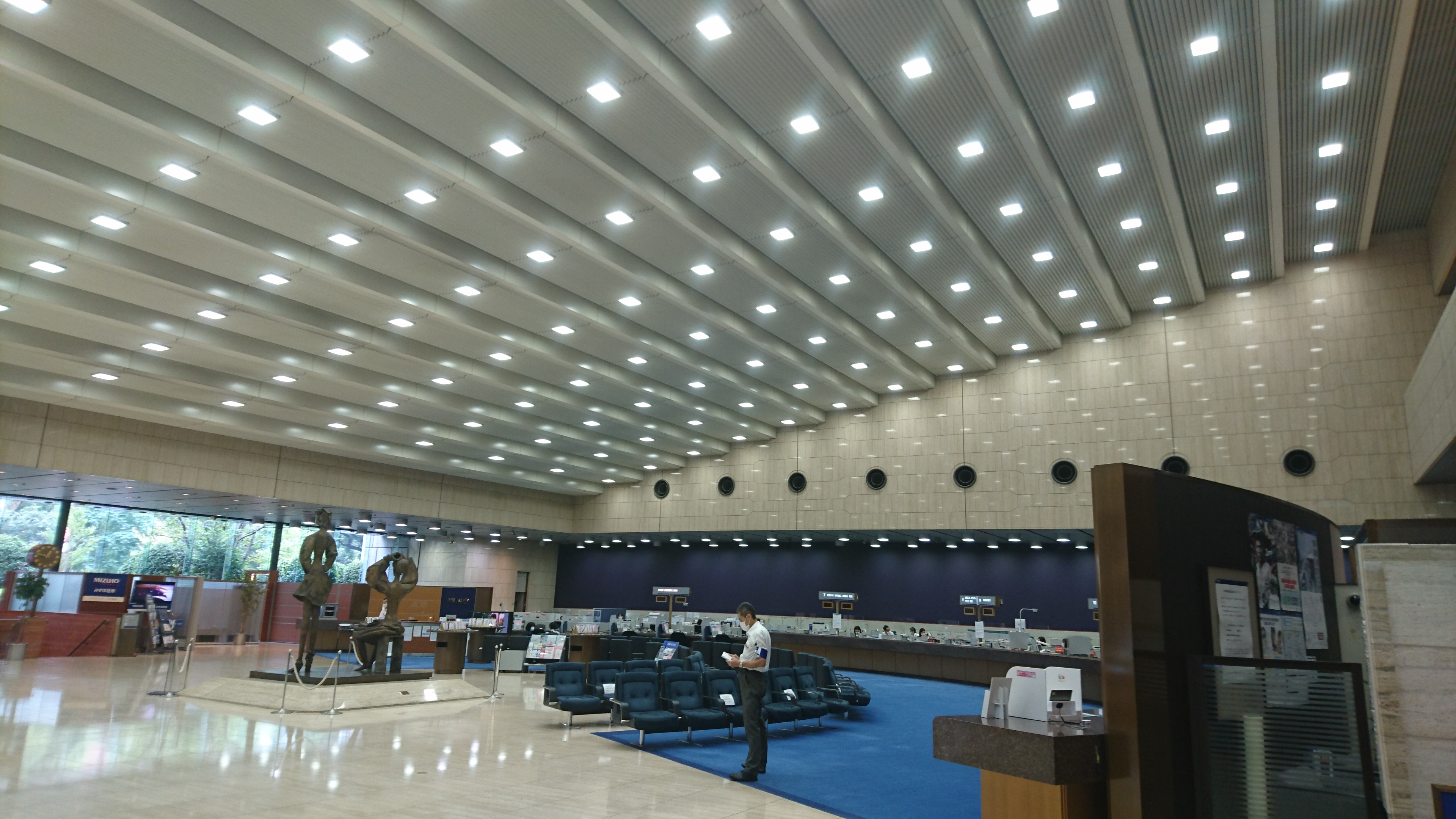
一般来客用ロビー。円形のカウンターの焦点に、第一勧銀がジャコモ・マンズーから直接買い付けたブロンズの少女像が鎮座する